# Алангасары
Алангаса́ры, Зэрпа́лы — древние великаны в удмуртской мифологии. Персонажи сказок, где нередко показываются глуповатыми.
Согласно преданию, когда-то в удмуртские земли по реке поднялись люди-великаны, а затем обратно ушли в свою страну, после них остались только горы и холмы (на юге Удмуртии сохранились топонимы Алангасар гурезь «гора Алангасара»). Сходные предания связывают городища Чепецкой культуры с богатырями, разбойниками и даже повстанцами Е. Пугачёва. Предания об алангасарах, мифических великанах, имеются также у татар, башкир, марийцев, ногайцев, караимов. Образ и имя Алангасаров («ленивый, глупый») заимствован удмуртами у татар. Причём само это имя встречается в удмуртском фольклоре очень редко и общеудмуртским не является. В. Е. Владыкин связывает Зэрпалов (удм. [Человек] со стороны Зэр) с одним из северных пермских народов (зэр — зыряне?), позднее, возможно, растворившемся в других этносах. Мифологическая оппозиция «великаны — карлики» известна многим народам, и, как считают, она относится к древнейшим: «великаны — самые древние существа … они полулюди, полугоры».